# پاپفی ران‌نخودی
پاپفی ران‌نخودی (نام علمی: Haplophaedia assimilis)، یک گونه مرغ مگس در تبار خورشیدرخشان‌تباران در زیرخانواده خورشیدیان است و در بولیوی و پرو یافت می‌شود.
تصور می‌شود که پاپفی ران‌نخودی به صورت فصلی در بخش‌های پایینی محدوده ارتفاعی خود پراکنده می‌شود.